# Željko Šturanović
Željko Šturanović (en serbio: Жељко Штурановић; Nikšić, 31 de enero de 1960 − 30 de junio de 2014) fue un político montenegrino.
Abogado y miembro del Partido de los Socialistas Democráticos de Montenegro, fue Ministro de Justicia en el gabinete de Milo Đukanović (2003-2006) y fue elegido como su sucesor, siendo primer ministro de Montenegro desde el 10 de noviembre de 2006 al 29 de febrero de 2008.